# John Gilbert
John Gilbert, nacido John Cecil Pringle (Logan, Utah, 10 de julio de 1897-Los Ángeles, 9 de enero de 1936), fue un actor estadounidense y una gran estrella de la época del cine mudo.
Conocido como "el gran amante", rivalizó con el gran Rodolfo Valentino como actor más taquillero. Aunque se suele decir de él que fue uno de los ejemplos del fracaso de un actor del cine mudo para hacer la transición al sonoro, lo cierto es que una parte importante de la culpa de su declive la tuvo la política de los estudios.

## Vida y carrera
Su verdadero nombre era John Cecil Pringle, nació en Logan (Utah). Sus padres eran actores de una compañía teatral, y durante su infancia tuvo que luchar contra el abuso y la negligencia, hasta que siendo adolescente llegó a Hollywood. Al principio encontró trabajo de extra en los estudios de Thomas Harper Ince, y pronto se convirtió en un favorito de Maurice Tourneur, quien le contrató para escribir y dirigir varias películas. Progresó rápidamente, haciéndose una buena reputación en películas tales como Heart o' the Hills, junto a Mary Pickford. En 1921, Gilbert firmó un contrato de tres años con Fox Film Corporation, siendo escogido para la interpretación de primeros papeles románticos.
En 1924 se trasladó a la Metro-Goldwyn-Mayer, donde se convirtió en una gran estrella, con éxitos tales como His Hour, dirigida por King Vidor y escrita por Elinor Glyn; He Who Gets Slapped (El que recibe el bofetón) (1924), coprotagonizada por Lon Chaney, Sr. y Norma Shearer, y dirigida por Victor Sjöström; y The Merry Widow (La viuda alegre) (1925), dirigida por Erich von Stroheim, y también protagonizada por Mae Murray. En 1925, Gilbert fue dirigido de nuevo por Vidor en la película épica The Big Parade (El gran desfile) , la cual llegó a ser la segunda película muda de mayor recaudación de la historia del cine. Su actuación en la misma le reafirmó como una gran estrella. Al año siguiente, Vidor reunió a Gilbert con dos de los actores de dicha película, Renée Adorée y Karl Dane, para rodar La Bohème, en la cual también trabajaba Lillian Gish. 
Gilbert se casó con la célebre actriz cinematográfica Leatrice Joy en 1922. Tuvieron una hija, Leatrice Gilbert Fountain, pero el tormentoso matrimonio solo duró dos años. La pareja se divorció en 1924, acusando Joy a Gilbert de ser un donjuán compulsivo.
En 1926, Gilbert rodó Flesh and the Devil (El demonio y la carne), su primera película con Greta Garbo. Pronto empezaron una relación, que se hizo pública para alegría de sus seguidores. Gilbert quiso casarse con ella, pero Garbo cambió de opinión y no se presentó en la ceremonia. A pesar de todo ello, siguieron siendo una buena fuente de ingresos para el estudio, y MGM los emparejó en dos películas mudas más, Love (1927), adaptación moderna de Anna Karenina, y A Woman of Affairs (La mujer ligera) (1928).

## Declive
Durante su época con la MGM, Gilbert chocó con frecuencia con el jefe del estudio Louis B. Mayer por asuntos creativos, sociales y financieros. El 8 de septiembre de 1926, mientras los invitados esperaban a Greta Garbo en una doble ceremonia de boda --ella se casaba con Gilbert junto al director King Vidor y su novia, la actriz Eleanor Boardman-- Mayer hizo un comentario grosero sobre Garbo al afligido Gilbert, que provocó una pelea física. Garbo finalmente no acudió a la boda y su compromiso con Gilbert se rompió. Los rumores decían que por esta pelea la carrera de Gilbert inició su declive. Esta historia no la mantienen algunos historiadores, a pesar de que a lo largo de veinte años fue confirmada por uno de los testigos, la otra novia, Eleanor Boardman. Gilbert tuvo un poderoso valedor en el jefe de producción Irving Thalberg. Los dos eran viejos amigos, y Thalberg se propuso relanzar la carrera de Gilbert, aunque la débil salud del primero limitó sus esfuerzos.
Con la llegada del sonido, John Gilbert habló por primera vez en el musical sonoro Hollywood Revue of 1929. Actuó en una secuencia en Technicolor de Romeo y Julieta junto a Norma Shearer. Los críticos no notaron problemas con la voz de Gilbert en esa época y, de hecho, algunos la elogiaban. La carrera de Gilbert vaciló debido principalmente a la calidad de los proyectos que le ofrecían – aunque es cierto que su voz de tenor y su precisa dicción no cuadraba con su imagen gallarda en la pantalla.
Según las críticas de la época, los espectadores se reían del ardiente personaje interpretado por Gilbert en su primera película totalmente hablada His Glorious Night (1929). Al igual que en otras películas románticas del primitivo sonoro, el diálogo era inintencionadamente absurdo y la película funcionó más como una mala comedia que como un drama romántico. En una escena, Gilbert besa a la protagonista mientras repite una y otra vez "I love you". Esta escena fue posteriormente parodiada en el musical de la MGM Cantando bajo la lluvia (1952), donde un preestreno de la ficticia The Dueling Cavalier fracasa estrepitosamente. Aunque en sus películas posteriores Gilbert consiguió mejores papeles, su carrera nunca se recuperó de este desastre. La película se estrenó por todo el país, y su imagen de gran amante se deslustró ante las risas del público. 
En 1932 MGM rodó el film Downstairs, a partir de la historia original de Gilbert, en la cual interpretaba a un chofer chantajista. La película fue bien recibida por la crítica, pero no consiguió restaurar la popularidad de Gilbert. Poco después se casó con la coprotagonista de la película, Virginia Bruce, de la cual se divorció en 1934. 
Gilbert actuó por última vez junto a Garbo en La reina Cristina de Suecia (1933), dirigida por Rouben Mamoulian. Garbo encabezaba los créditos, y el nombre de Gilbert aparecía bajo el título. Aunque sus escenas con Garbo son excelentes, la película no consiguió revivir su carrera, y su siguiente título, The Captain Hates the Sea, fue el último. 
En esa época el alcoholismo había dañado seriamente su salud, y falleció por un infarto agudo de miocardio sin haber recuperado su popularidad. Hacia el final de su vida, Gilbert tuvo una relación con Marlene Dietrich, y en el momento de su muerte tenía previsto trabajar con ella en la película Desire, en 1936 (Crítica de la película en el New York Times).
John Gilbert fue enterrado en el cementerio Forest Lawn Memorial Park en Glendale, California.
Estuvo casado en cuatro ocasiones (incluyendo una con la actriz Ina Claire), y tuvo dos hijas. Su hija Leatrice Gilbert Fountain escribió una estimable biografía de la vida de su padre, publicada en 1985, y que sigue siendo una primera fuente de información sobre la vida y la carrera del actor.
John Gilbert tiene una estrella en el Paseo de la Fama de Hollywood, en el 1755 de Vine Street, y en 1994 se incluyó su imagen en un sello postal de los Estados Unidos, diseñado por el caricaturista Al Hirschfeld.

## Filmografía seleccionada
- Heart o' the Hills (1919)
- He Who Gets Slapped (El que recibe el bofetón) (1924)
- His Hour (1924), dirigida por King Vidor.
- The Wife of the Centaur (1924), dirigida por King Vidor.
- The Merry Widow (La viuda alegre) (1925), dirigida por Erich von Stroheim.
- The Big Parade (El gran desfile) (1925), dirigida por King Vidor.
- Bardelys the Magnificent (El caballero del amor) (1926)
- La Bohème (1926), con Lillian Gish
- Flesh and the Devil (El demonio y la carne) (1926), con Greta Garbo.
- Love (Ana Karenina) (1927), con Garbo.
- The Show (El palacio de las maravillas) (1927), con Lionel Barrymore.
- Twelve Miles Out (Filibusteros modernos) (1927), con Joan Crawford.
- A Woman of Affairs (La mujer ligera) (1928), con Garbo.
- The Phantom of Paris (1931)
- Downstairs (1932)
- La reina Cristina de Suecia (1933), con Garbo, dirigida por Rouben Mamoulian.